# 資訊鑑識
資訊鑑識（Information Forensics）是一種網絡行為，利用所有已知的或未知的資訊渠道來辯證一段網絡信息的真偽，不論這個渠道是實體的還是虛擬的。
互聯網是一個自由的資訊載體（Information Container），任何人都可以在網絡上建立資訊。問題是在這樣一個自由的地方，當一個信息的出現令人對其真確性產生疑惑時，便不能以「多數人相信的便是真相」來決定它的真偽。網絡上大部分的轉載體（Quoting Unit）轉述的內容，都可能來自同一個 / 數個指定的資訊源（Information Source）。假如這個資訊源內的資訊已經被污染（Polluted），多數論便可能埋沒真相。

## 資訊鑑識的七個 W
資訊鑑識便是設法尋找跟該信息相關的各潛在資訊源，藉此了解該信息的生產者與信息的基本接收對象（Who）、信息產生的動機（Why）、信息產生的時間（When）、該信息最初的資訊源（Initial Information Source）（Where）、傳遞的方式（How）與及對接收者以至現實社會 / 虛擬社群之間產生甚麼影響（What / Which）。
資訊鑑識便是這樣的一門科學。而在同一件事物在網絡上出現兩個或者更多個不同的所謂「真相」時，也可透過資訊鑑識來搜集其他相關的數據和信息。

## 電腦鑑識
很多人會把資訊鑑識與「電腦鑑識」混為一談，其實是兩種不同的東西。電腦鑑識的概念源自電腦 / 網絡保安與及刑事偵查，主要是用作調查電腦犯罪時，尋找相關證據或是用來證明損害的證據。由於資訊科技發達，虛擬世界裡的電子紀錄很容易便可遭修改。電腦鑑識也用來建立證物保護方式，確保鑑識前後的電子證據沒有遭竄改，令經鑑識分析後的證據更可信及具有法律地位。